# Universidade de Pádua
A Universidade de Pádua (em italiano: Università degli Studi di Padova; sigla: UniPd) está localizada na cidade de Pádua, no estado de Veneto, Itália, e é uma das instituições de ensino superior mais importantes da Itália. Foi fundada em 29 de setembro de 1222, sendo por isso considerada uma das universidades mais antigas do mundo. Em 2007 contava com cerca de 63 mil estudantes e 2 350 docentes.

## História
Admitindo-se que a honra de ter sido a sede da revolução científica possa pertencer de direito a algum lugar, tal honra deve ser atribuída a Pádua— Sir Herbert Butterfield in As origens da ciência moderna, 1962
Segundo a tradição, a universidade foi fundada em 1222, quando um grupo de estudantes e professores migrou da Universidade de Bolonha em busca de maior liberdade acadêmica. No entanto, é certo que as faculdades de direito e medicina já existiam em Pádua antes de 1222.
Inicialmente, existia como Universitas Iuristarum, que ministrava o ensino de direito civil e direito direito canônico. Por volta de 1250, iniciou o ensino de medicina e artes. A Universitas Artistarum tornou-se independente da Universitas Iuristarum em 1399, graças à intervenção de Francisco II de Carrara, senhor de Pádua. Desde então, passaram a existir duas universidades distintas, dotadas dos mesmos direitos e privilégios, cada uma com seu próprio reitor.
O curso tinha duração de 6 anos, e os estudantes deveriam seguir as lectiones, participar ativamente das repetitiones, questiones e disputationes. Os estudantes vinham de toda a Europa e eram divididos em duas "nações": a Natio Citramontana, que compreendia os estudantes italianos, e a Natio Ultramontana, para estrangeiros.
Quando Pádua passa a ser governada pela República de Veneza, em 1405, a Universidade de Pádua inicia seu período de máximo esplendor. Entre os séculos XV e XVII, torna-se um centro de estudo e pesquisa internacional, graças à relativa liberdade e independência garantidas pela República de Veneza, bem como à própria potência econômica e política da Sereníssima, da qual Pádua será o centro cultural.
É nesta época áurea que a universidade adota o moto Universa Universis Patavina Libertas ("Inteira, para todos, a liberdade na Universidade de Pádua"), tornando-se o principal centro científico da Europa. Em 1493, a Universitas Iuristarum é transferida para o Hospitium Bovis, um amplo edifício (originalmente residência da família Papafava) onde até então funcionava uma hospedaria (Hospitium Bovis ou "Albergo del Bove"), cujo dono era um açougueiro. O prédio, que ostentava como insígnia uma cabeça de boi, era chamado Palazzo del Bo (Palácio do Boi) e depois de uma ampla reforma tornou-se a sede principal da universidade. Continuou sendo conhecido como Palazzo del Bo ou simplesmente il Bo.

## Professores e alunos notáveis
- Agostino Nifo (ca.1473-1545/6) filósofo;
- Alexandre Piccolomini;
- Antonio Negri (1933-) filósofo;
- Beniamino Andreatta;
- Bernardino Telesio;
- Carlo Ghega;
- Daniel Barbaro;
- Elena Piscopia, primeira mulher a receber um diploma universitário;
- Federico Commandino, matemático de Urbino;
- Santo Antônio de Lisboa;
- Francesco della Rovere (depois papa sob o nome de Sixto IV);
- Francesco Guicciardini;
- Franco Volpi (1952-2009) filósofo;
- Cristóvão Colombo;
- Francisco de Sales;
- François Philelphe;
- Galileo Galilei - Eppur si muove! (1564-1642);
- Gerolamo della Rovere (1528-1592), cardeal italiano do , arcebispo de Turim de 1564 a 1592;
- Giacomo Zanella (1820-1888) poeta;
- Giorgio Cini;
- Giovanni Battista Morgagni (1682-1777) médico anatomista;
- Jérôme Cardan;
- Girolamo Fabrizi d'Acquapendente (1537-1619) médico anatomista;
- Girolamo Fracastoro (1478-1553) médico e poeta;
- Guido Castelnuovo;
- Jan Kochanowski (1530-1584), poeta polonês;
- Pico della Mirandola;
- Leon Battista Alberti;
- Leonardo Donato (1536-1612), 90×10{{{1}}} Doge de Veneza, de 1606 à 1612;
- Nicolau Copérnico (1501-1506) astrônomo polonês que estudou a primeira teoria heliocêntrica do Sistema Solar;
- Nicolau de Cusa (1401-1464);
- Norma Cossetto (1920-1943), estudante e fascista illyrienne,[3] torturada e executada pelos partidários pró-Tito;[4]
- Paolo Rech;
- Paolo Sarpi;
- Paolo Toscanelli;
- Pietro Bembo;
- Pietro Pomponazzi (1642-1525) filósofo da escola de Mântua;
- Prospero Alpini (1553-1617) médico e botânico;
- Cardeal Roberto Belarmino;
- João Nepomuceno (1340-1343) jurista;
- Sebastiano Tecchio (1807-1886), advogado e político do Rei da Sardenha, depois do Rei da Itália;
- Thomas Browne (1605-1682) médico e escritor;
- Tommaso Campanella;
- Le Tasse;
- Ugo Foscolo;
- Vincenzo Dandolo (1758-1819), químico, agrônomo e político italiano dos séculos  XVIII e XIX;
- Vitellion;
- Vittorino da Feltre;
- William Harvey.

### Docentes da Universidade de Pádua
Um dos professores mais afamados que ensinaram em Pádua foi o célebre Galileo Galilei. Ele lecionou matemática.

#### Cadeira de anatomia
- Andrea Vesálio (1514-1564), conhecido como Vesálio. Médico anatomista;
- Pietro d'Abano (ca.1250-1316) professor de medicina, filosofia e astronomia;
- Gabriele Falloppio (1523-1562) dit Fallope;
- Realdo Colombo (1510- 1559) dit Colombus, ami de Michel-Ange.

#### Cadeira de astronomia
- Galileo Galilei ensinou física entre 1592 e 1610 (Foi criada a cadeira do Galileo, que ainda se conserva no Palácio Bo);
- Giovanni Poleni (1683-1761).

#### Cadeira de matemática
- Francesco Severi (1879-1961).

## Faculdades
A universidade oferece uma larga gama de títulos em treze faculdades:
- Ciências Agrárias
- Economia
- Farmácia
- Direito
- Engenharia
- Letras e Filosofia
- Medicina e Cirurgia
- Medicina Veterinária
- Psicologia
- Ciências da Educação
- Ciências Matemática, Físicas e Naturais
- Ciências Políticas
- Estatística